# Niksha Federico
Niksha Alexander Federico-Azad (nacido el 7 de febrero de 1995 en San Diego (California), Estados Unidos, es un jugador de baloncesto profesional estadounidense que mide 2,01 metros y juega en la posición de alero. Actualmente se encuentra retirado temporalmente debido al COVID-19. Su último equipo fue el Carramimbre Club Baloncesto Ciudad de Valladolid de la liga LEB  Oro de España.

## Carrera deportiva
Es un alero formado a caballo entre los San Diego State Aztecs (2014-17) y Hawaii Rainbow Warriors (2017-18) en la NCAA, donde promedió 21,7 puntos en 33 minutos, acreditando un porcentaje del 36% con 7,5 lanzamientos por encuentro y un 82,9% desde el tiro libre. Completó sus números con 10,41 rebotes.
En agosto de 2018, el jugador firma por una temporada con el Araberri Basket Club para jugar en Liga LEB Oro, siendo su primera experiencia como profesional.
El 17 de julio de 2019 se anuncia su fichaje por el Carramimbre Club Baloncesto Ciudad de Valladolid de la liga LEB  Oro de España.
El 1 de septiembre de 2020 Niksha Federico anunció que se retiraba temporalmente del baloncesto debido a la pandemia de COVID-19.

## Clubs
- Araberri Basket Club (2018-2019)
- Club Baloncesto Ciudad de Valladolid (2019-2020)
- Retirado temporalmente debido a la COVID-19 (2020-21)[1]